# Nidhuradin
Nidhuradin – gaun wikas samiti we wschodniej części Nepalu w strefie Meći w dystrykcie Taplejung. Według nepalskiego spisu powszechnego z 2001 roku liczył on 501 gospodarstw domowych i 2837 mieszkańców (1504 kobiet i 1333 mężczyzn).